# CyberStep
 (novembre 2012).
CyberStep, Inc. (サイバーステップ株式会社) est une entreprise japonaise spécialisée dans le développement et la publication de jeux en ligne et d‘applications smartphone. Le siège social de l’entreprise se trouve à Tokyo, au Japon, avec des filiales dans six pays : États-Unis, Taiwan, Corée du Sud, Pays-Bas, Brésil et Dubai. L’entreprise a été fondée le 01 avril 2000 et est actuellement dirigée par son président, Rui Sato.  Le nombre d’employés de CyberStep, Inc. est approximativement de 114 (en date du 01.06.2011).
L’objectif de CyberStep est de connecter différentes cultures tout autour du monde grâce à des technologies et des divertissements de haute qualité. Jusqu’à présent, leurs jeux ont été publiés dans 10 pays et les employés de CyberStep travaillent en ce moment même à la traduction des jeux en français, allemand, néerlandais, turque, russe et portugais.

## Produits
Les produits de CyberStep sont : des jeux en ligne, des applications smartphone, un jeu Facebook, un synthétiseur et des machines attrape-jouet opérées par internet. L’objectif à long terme de CyberStep est de proposer tous ses services au monde entier. Publier leurs jeux dans d’autres pays que le Japon et dans d’autres langues que le Japonais est un projet sur lequel CyberStep travaille incessamment. Leur dernière sortie est l’application pour smartphone “Combat Bots-Cosmic Commander“.

### Jeux en ligne

#### GetAmped
GetAmped est un jeu en ligne massivement multijoueurs free to play et beat'em all permettant l’édition de skins et d‘avatars et contenant différents styles de personnages, techniques de combat, armes et accessoires. Dans le jeu, il y a d’infinies possibilités de customisation. En se servant de très complets éditeurs du jeu, les skins, mais également la forme entière des avatars peut être modifiés. Ainsi, il est possible de créer des avatars à l’image de célèbres personnages d‘anime ou de bandes dessinées.

#### GetAmped2
GetAmped2 est la suite de GetAmped et également un jeu en ligne massivement multijoueurs free to play de combat, dans lequel il est possible de jouer avec et contre d’autres joueurs tout en utilisant différents styles de combats et armes. La plus grande différence est la grande importance accordée au facteur social dans GetAmped2, afin d’offrir aux joueurs une expérience similaire aux jeux de rôle en ligne massivement multijoueurs. Beaucoup d’attention a également été apportée à l’histoire, et les voix des personnages principaux sont interprétées par de célèbres artistes japonais. Par exemple :
- Takehito Koyasu: connu pour One Piece - Amiral Aokiji, Les 12 royaumes - Keiki, Gunslinger Girl - Jean, Mobile Suit Gundam SEED - Mu La Flaga
- Rie Kugimiya: connue pour Fullmetal Alchemist - Alphonse Elric, Fairy Tail - Happy, Zero no Tsukaima - Louise, Shakugan no Shana - Shana
- Norio Wakamoto: connu pour Dragon Ball Z - Cell, Code Geass - Charles Di Brittania, Legend of the Galactic Heroes - Oskar von Reuenthal

#### C21: Chroniques des batailles d’acier
C21 : Chroniques des batailles d’acier est un jeu vidéo de rôle ou RPG (sigle issu de l'équivalent anglais, role playing game) d’action, un jeu en ligne massivement multijoueurs free to play avec des guerriers robots. Les joueurs peuvent choisir parmi plus de 100 robots ou utiliser les nombreuses possibilités de customisation du jeu. Les commandes sont intuitives et permettent des batailles extrêmement variées, comme le combat rapproché (attaque), la course, le vol et les armes de longue portée.

#### CosmicBreak
CosmicBreak est un jeu en ligne massivement multijoueurs 3D d‘aventure free to play en vue objective avec de grands robots colorés, des batailles explosives, tout ça dans un style anime. Les joueurs peuvent entreprendre des quêtes ou des missions en différents modes ou combattre jusqu’à 60 autres joueurs en même temps tout en contrôlant plusieurs robots parmi une cinquantaine. Tout comme GetAmped2, les voix des personnages de CosmicBreak aussi sont interprétées par de célèbres artistes japonais. En voici quelques exemples :
- Rie Tanaka : connue pour Mobile Suit Gundam SEED - Lacus Clyne, Chobits - Chi, Strike Witches - Minna-Dietlinde Wilcke
- Akio Ōtsuka: connu pour Fate/zero - Rider, One Piece - Blackbeard, Bleach - Shunsui Kyouraku, Ghost in the Shell - Batou, Full Metal Panic ! – Andrei Kalinin
- Takeshi Kusao: known as Dragon Ball Z - Trunks, Akira - Kai, Code Geass - Mao[8]

### Applications smartphone
Les applications pour smartphone publiées jusqu’ici par CyberStep sont :
- Combat Bots-Cosmic Commander[9]
- Ninja Bomb[10]
- Amped Wars[11]
- DevilDungeon[12],

Et également :
- CosmicAngel Clock[13]
- Dice for TRPG[14]

Toutes ces applications peuvent être téléchargées gratuitement sur l’iTunes Store.

### KDJ-ONE
La station audio-numérique KDJ-ONE est une console à écran tactile équipée d’un synthétiseur, d’un séquenceur et d’un support ACID WAV permettant l’édition audio multi-pistes. La console prend également en charge le Wi-Fi et est opérée à travers une interface intuitive, qui combine un écran multi-touche à un clavier et un joystick. Elle peut être connectée en VSTi à des logiciels externes.

### Cosmic Commander
Cosmic Commander est le seul jeu Facebook de CyberStep. C’est un jeu de stratégie dans lequel les joueurs créent des escadrons avec différents robots, partent en missions, combattent contre les escadrons d’autres joueurs et construisent des robots plus puissants à l’aide de cœurs. Les joueurs peuvent choisir parmi plus de 100 types de robots, et toutes les séquences de combat sont pleinement animées.

### Toreba
Avec Toreba, une machine attrape-jouet opérée par internet, CyberStep lance les débuts d’une nouvelle ère concernant les machines attrape-jouet. À l’aide d’une webcam, les joueurs peuvent contrôler plusieurs machines en temps réel de partout dans le monde et remporter des objets de collection d’anime vendus au Japon. Ces objets sont envoyés aux joueurs lorsqu’ils gagnent.